# Потешкин, Иван Сергеевич
Ива́н Серге́евич Поте́шкин (22 февраля 1918, Урусово, Симбирская губерния — 24 июня 1992, там же) — помощник командира разведывательного взвода 366-го стрелкового полка старшина — на момент представления к награждению орденом Славы 1-й степени.

## Биография
Родился 22 февраля 1918 года в селе Урусово. Мордвин-эрзя. Отец — Сергей Леонтьевич, участник 1-й мировой войны, полный георгиевский кавалер, погиб в Гражданскую войну. Иван с ранних лет работал в поле, помогал матери по хозяйству, окончил только начальную школу.
В 1939 году был призван в Красную Армию. Службу проходил на Дальнем Востоке. Здесь встретил начало Великой Отечественной войны. Только летом 1942 года был направлен на фронт, под Сталинград. С августа 1942 года воевал в полковой разведке. Член ВКП/КПСС с 1943 года.
Осенью 1943 года воевал старший сержант Потешкин — командир отделения взвода пешей разведки 366-го стрелкового полка 126-й стрелковой дивизии. Участвовал в боях за освобождение Донбасса. В наступательных боях с 22 августа по 21 сентября систематически выполнял задания по разведке, всегда проявлял находчивость и отвагу, приносил ценные сведения.
4 сентября во главе группы разведчиков первым ворвался в город Горловку, 18 сентября в бою за село Ново-Розовка был контужен, но оставался в строю до конца боя. Был награждён орденом Боевого Красного Знамени. Весной 1944 года в составе своей дивизии участвовал в боях за освобождение Крыма.
4 апреля старший сержант Потешкин во главе группы разведчиков захватил окраину населенного пункта № 5. Разведчики удержали позиции до подхода основных сил, уничтожив 25 противников без потерь для себя. 10 апреля с группой бойцов скрытно проник в населенный пункт Бузов-Акташ для выполнения разведывательного задания. Разведчики окружили заслон, уничтожили 26 солдат противника, взяли 27 пленных. В схватке с врагом Потешкин лично истребил около 10 противников и захватил ценные документы и карты, которые доставил в штаб.
Приказом по 126-й стрелковой дивизии от 26 апреля 1944 года старший сержант Потешкин Иван Сергеевич награждён орденом Славы 3-й степени.
После окончания боев за Крым 2-я гвардейская армия, в состав которой входила 126-я стрелковая дивизия, была переведена на север и с июля 1944 года включена в 1-й Прибалтийский фронт.
10 октября 1944 года у населенного пункта Шилале старшина Потешкин во главе группы разведчиков вступил в бой с противником. Во время схватки подорвал автомашину, поразил свыше 10 солдат врага.
Приказом по войскам 2-й гвардейской армии от 12 декабря 1944 года старшина Потешкин Иван Сергеевич награждён орденом Славы 2-й степени.
В период с 24 января по 10 февраля 1945 года в боях в Восточной Пруссии старшина Потешкин проявил себя храбрым и инициативным командиром-разведчиком, неоднократно проводил разведку переднего края и доставлял важные разведданные о противнике. 4 февраля 1945 года юго-западнее города Кенигсберга при отражении контратаки противника уничтожил до 10 противников и 2 взял в плен.
Указом Президиума Верховного Совета СССР от 19 апреля 1945 года за исключительное мужество, отвагу и бесстрашие в боях с вражескими захватчиками старшина Потешкин Иван Сергеевич награждён орденом Славы 1-й степени. Стал полным кавалером ордена Славы.
После победы продолжал службу в армии, остался на сверхсрочную. В 1969 году Потешкин был уволен в запас.
Вернулся в родное село Урусово. Работал заведующим зернопунктом в колхозе. Скончался 24 июня 1992 года.
Награждён орденами Красного Знамени, Отечественной войны 1-й степени, Красной Звезды, Славы 3-х степеней, медалями.